# Lancashire hotpot

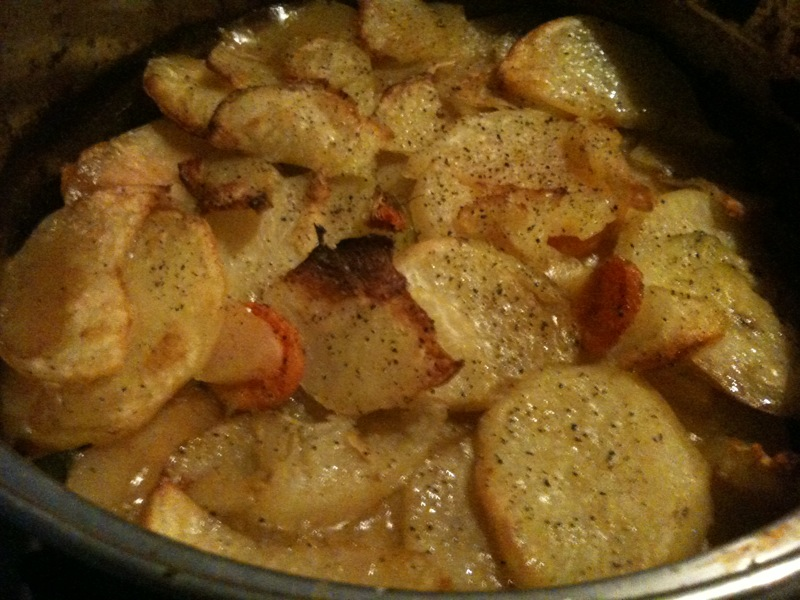
Lancashire hotpot

Lancashire hotpot (także Lancashire hot pot) – danie kuchni angielskiej w postaci potrawki z jagnięciny, cebuli i ziemniaków.
Potrawa wywodzi się z hrabstwa Lancashire, gdzie dzięki prostej recepturze oraz dostępnym i tanim składnikom (m.in. za sprawą licznie hodowanych w regionie owiec) stanowiła popularne danie wśród chłopów i klasy robotniczej.
Lancashire hotpot przyrządza się z pokrojonych ziemniaków, cebuli i jagnięciny, które umieszcza się w garnku, doprawiając solą, na górze tworząc warstwę z ziemniaków. Tradycyjnie całość zalewa się wodą i gotuje przez kilka godzin na wolnym ogniu; współcześnie potrawę przyrządza się w piekarniku. Dawniej zamiast jagnięciny wykorzystywana była baranina (głównie karczek), nierzadko dodawano także niedrogie ówcześnie ostrygi. Potrawkę często uzupełnia się dodatkowymi składnikami, np. nerkami (dawniej baranimi, obecnie jagnięcymi), marchwią, rzepą czy sosem Worcestershire.